# Cavername
Cavername,  é o conjunto de costelas que formam o esqueleto duma embarcação. As cavernas ou costelas são divididas em arcos que se chamam balizas unidos por um ou mais eixos e assim formam a hidrodinâmica do casco de um navio. Mais precisamente é um conjunto de cavernas, que são peças unidas a quilha criando assim a forma das embarcações.